# Курське (Федоровський район)
Ку́рське (каз. Курск) — село у складі Федоровського району Костанайської області Казахстану. Входить до складу Костряковського сільського округу.
Населення — 181 особа (2021; 242 у 2009, 286 у 1999, 328 у 1989).